# دونالد ستوكتون
دونالد ستوكتون هو مصارع رياضي كندي، ولد في 22 فبراير 1904 في مونتريال في كندا، وتوفي بنفس المكان في 16 يونيو 1978.

## وصلات خارجية
- دونالد ستوكتون على موقع أوليمبيديا (الإنجليزية)
- دونالد ستوكتون على موقع قاعة كيبيك للمشاهير الرياضية (الفرنسية)